# Powiat Opolski
Der Powiat Opolski ist ein Powiat (Kreis) in der polnischen Woiwodschaft Opole (Oppeln). Der Powiat hat 135.000 Einwohner und eine Fläche von 1587 Quadratkilometern.

## Geografie
Der Powiat umschließt die Kreisstadt Opole (Oppeln), die ihm jedoch nicht angehört, sondern kreisfrei bleibt. Nachbarpowiate sind im Norden Namysłów und Kluczbork, im Osten Olesno und Strzelce Opolskie, im Süden Krapkowice, Prudnik, Nysa sowie im Westen Brzeg.

## Geschichte
2016 wurde beschlossen, dass mehrere Orte aus den Nachbargemeinden der Stadt Opole eingemeindet werden sollen. Diese schieden somit zum 1. Januar 2017 aus dem Landkreis aus.

## Städte und Gemeinden

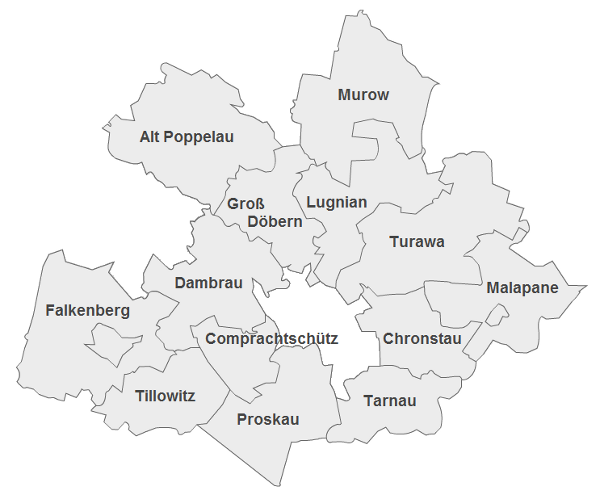
Die Gemeinden im Powiat Opolski

Der Powiat umfasst dreizehn Gemeinden, davon vier Stadt-und-Land-Gemeinden – Niemodlin, Ozimek, Proskau und Tułowice, deren gleichnamige Hauptorte das Stadtrecht besitzen – sowie neun Landgemeinden.
Der größte Teil der Gemeinden des Powiats ist offiziell zweisprachig (polnisch und deutsch). Der deutsche Bevölkerungsanteil macht in diesen Gemeinden über zwanzig Prozent aus. Die Gemeinden Niemodlin und Tułowice haben kaum deutschstämmige Bewohner, die Gemeinden Ozimek und Dąbrowa haben zwar eine gemischte Bevölkerung, deren Gemeinderäte haben jedoch bisher keine Einführung von Minderheitenrechten beantragt bzw. dagegen gestimmt.

### Stadt-und-Land-Gemeinden
- Niemodlin (deutsch Falkenberg O.S.)

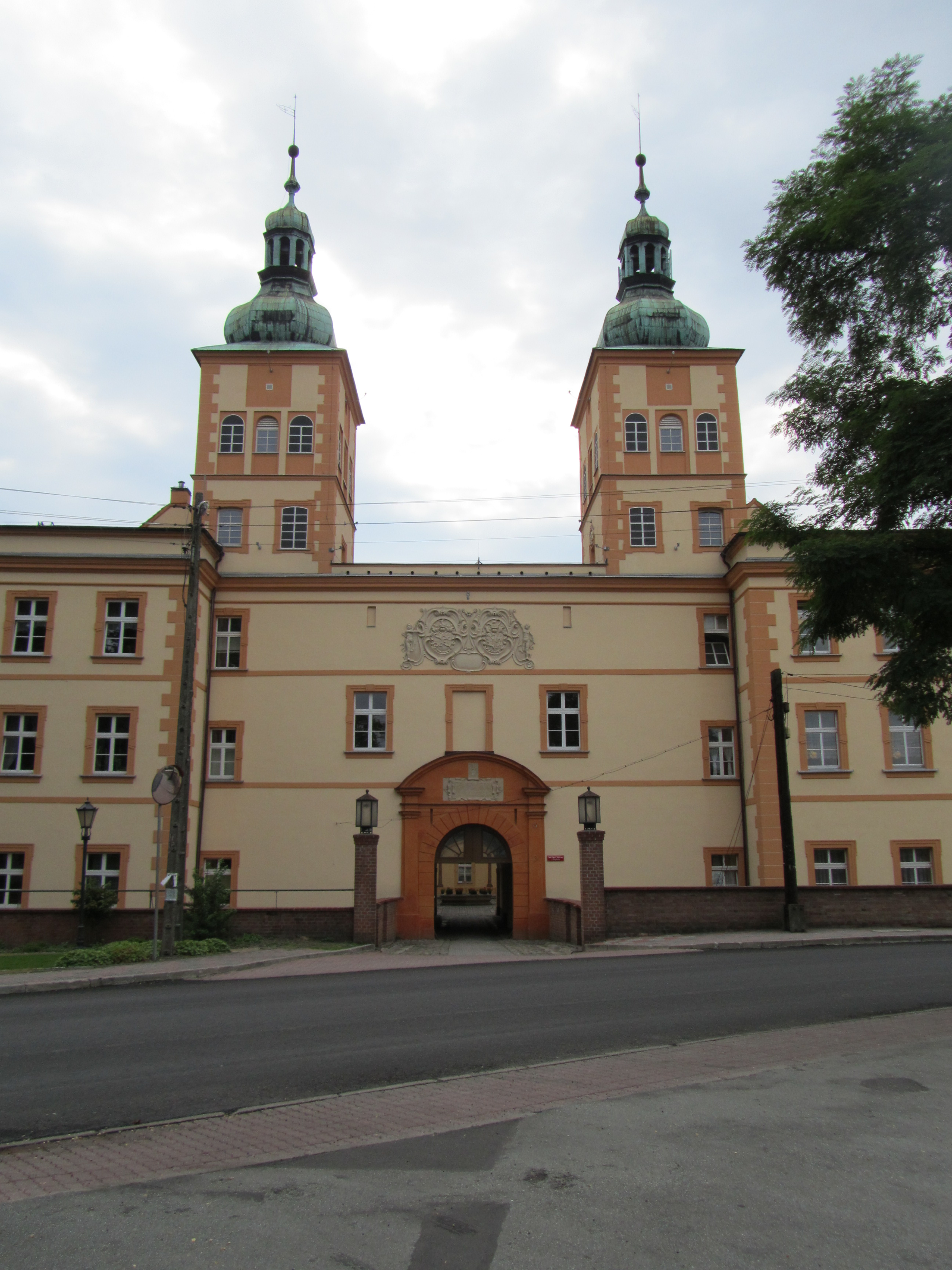
Proskauer Schloss

- Ozimek (deutsch Malapane)
- Proskau (polnisch Prószków)
- Tułowice (deutsch Tillowitz)

### Landgemeinden
- Chronstau (polnisch Chrząstowice)
- Comprachtschütz (Komprachcice)
- Dąbrowa (deutsch Dambrau)
- Groß Döbern (Dobrzeń Wielki)
- Lugnian (Łubniany)
- Murow (Murów)
- Poppelau (Popielów)
- Tarnau (Tarnów Opolski)
- Turawa (Turawa)

## Politik
Die Kreisverwaltung wird von einem Starosten geleitet. Derzeit ist dies Henryk Lakwa, der der Deutschen Minderheit angehört.

### Kreistag
Der Kreistag besteht aus 23 Mitgliedern, die von der Bevölkerung gewählt werden. Die turnusmäßige Wahl 2024 brachte folgendes Ergebnis:
- Koalicja Obywatelska (KO) 37,1 % der Stimmen, 11 Sitze
- Schlesische Kommunalverwaltung (Deutsche Minderheit) 35,7 % der Stimmen, 9 Sitze
- Trzecia Droga (TD) 11,5 % der Stimmen, 1 Sitz
- Prawo i Sprawiedliwość (PiS) 8,4 % der Stimmen, 2 Sitze
- Wahlkomitee „Marcin Ociepa – Starke Region“ 7,3 % der Stimmen, kein Sitz

Die turnusmäßige Wahl 2018 brachte folgendes Ergebnis:
- Wahlkomitee Deutsche Minderheit 37,1 % der Stimmen, 12 Sitze
- Koalicja Obywatelska (KO) 25,2 % der Stimmen, 6 Sitze
- Prawo i Sprawiedliwość (PiS) 15,9 % der Stimmen, 2 Sitze
- Wahlkomitee für lokale Verwaltung 13,6 % der Stimmen, 2 Sitze
- Polskie Stronnictwo Ludowe (PSL) 8,3 % der Stimmen, 1 Sitz

### Partnerkreise
- Landkreis Peine, Deutschland
- Rhein-Pfalz-Kreis, Deutschland
- Landkreis Saalfeld-Rudolstadt, Deutschland

## Galerie

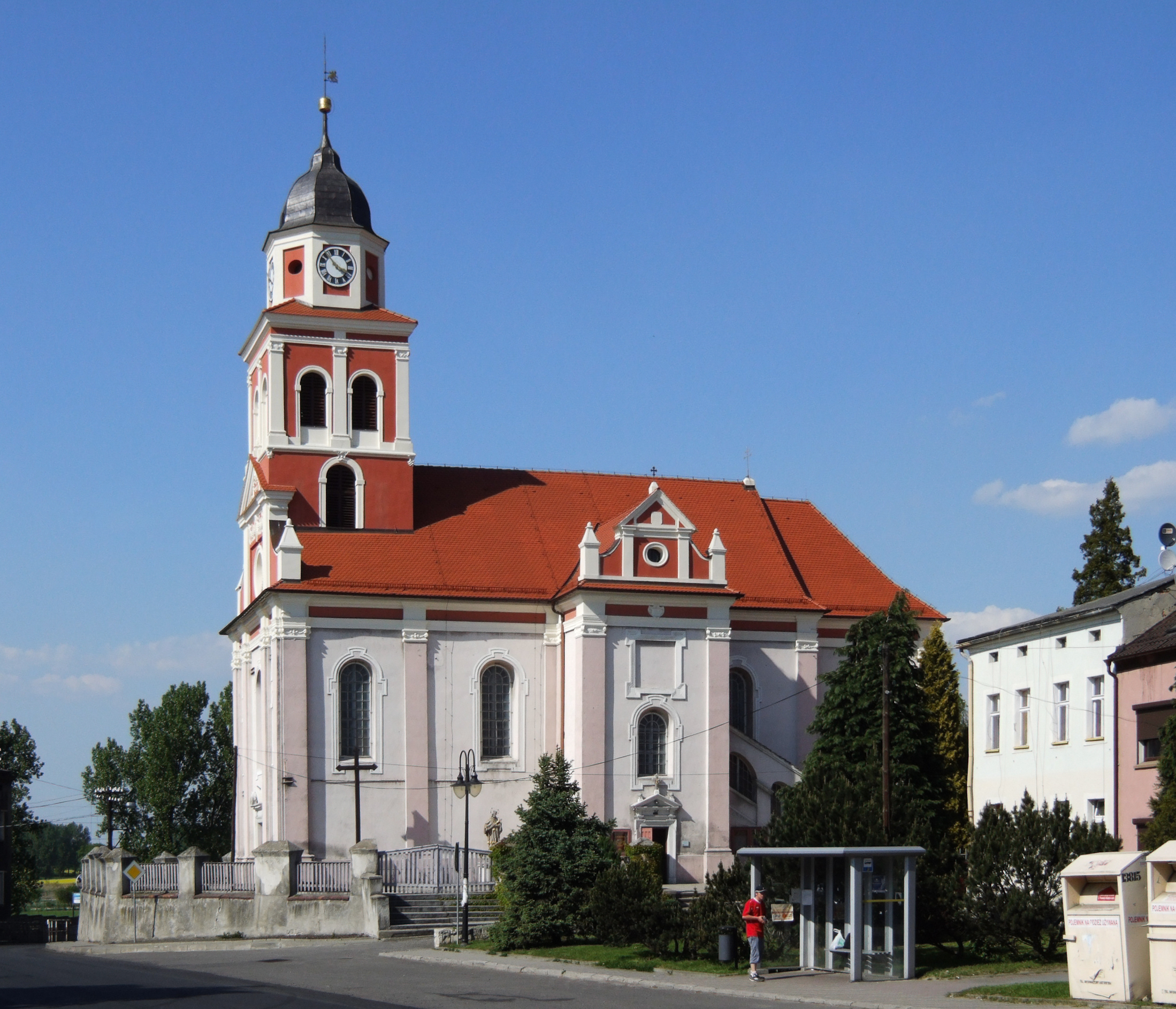
Kirche St. Georg in Proskau
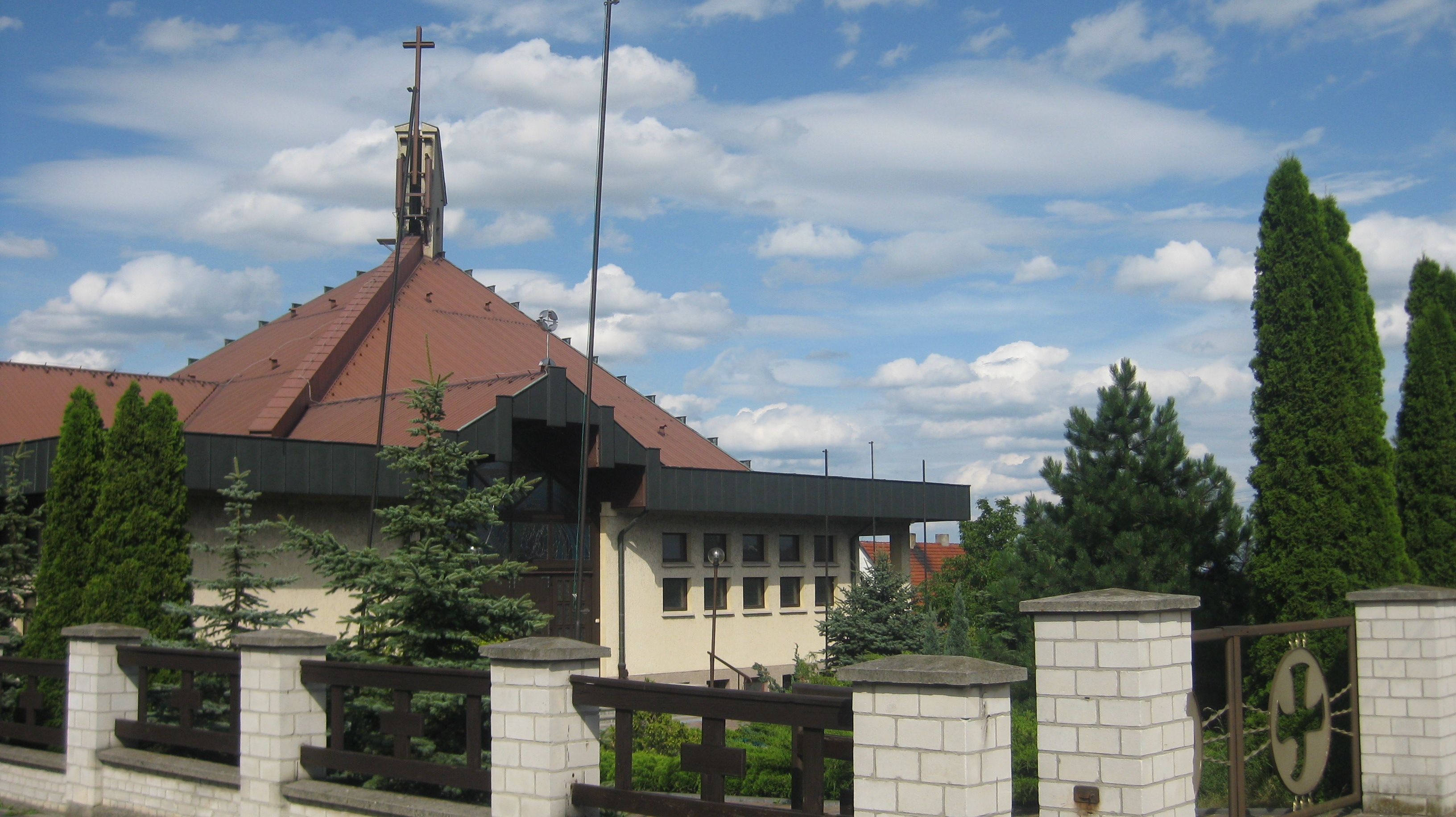
Kirche in Winau (Proskau)
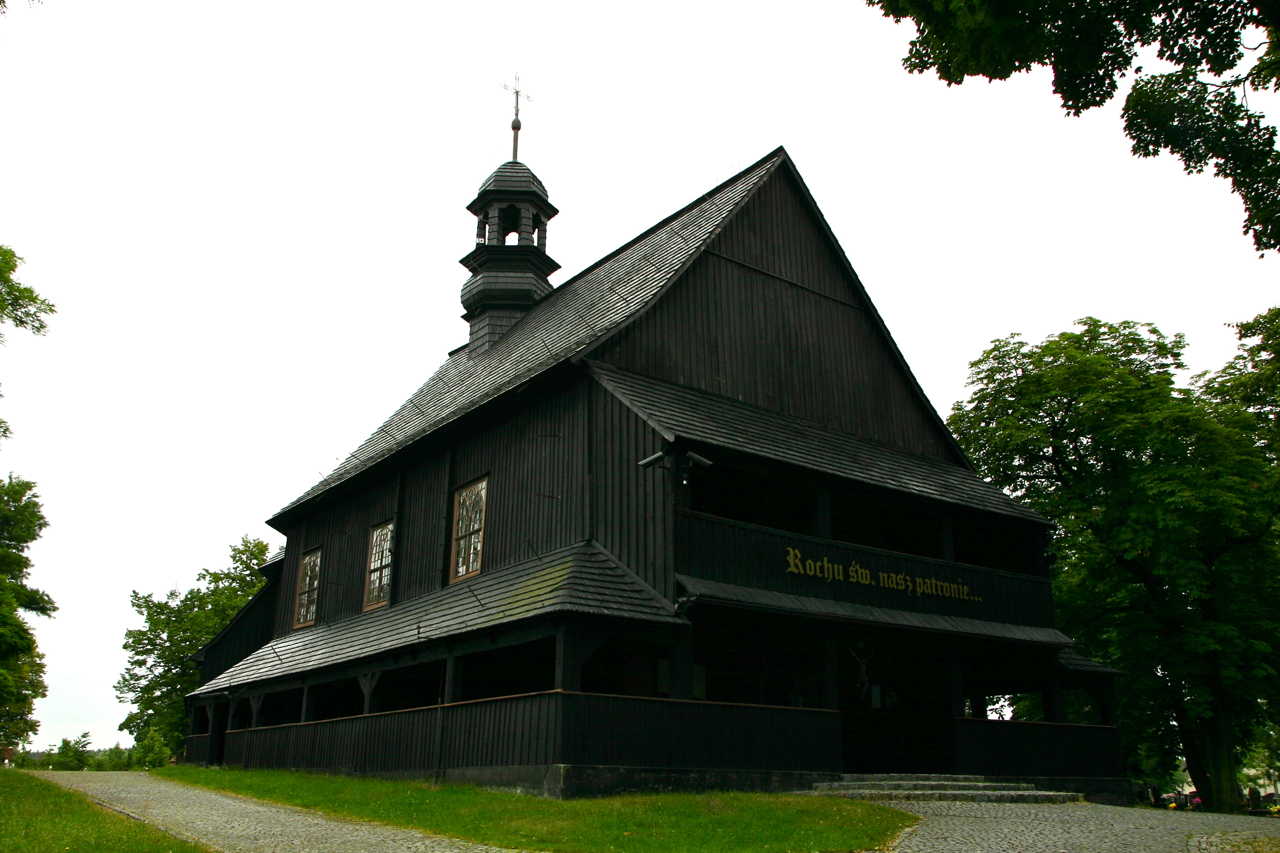
Schrotholzkirche in Groß Döbern (Dobrzeń Wielki)
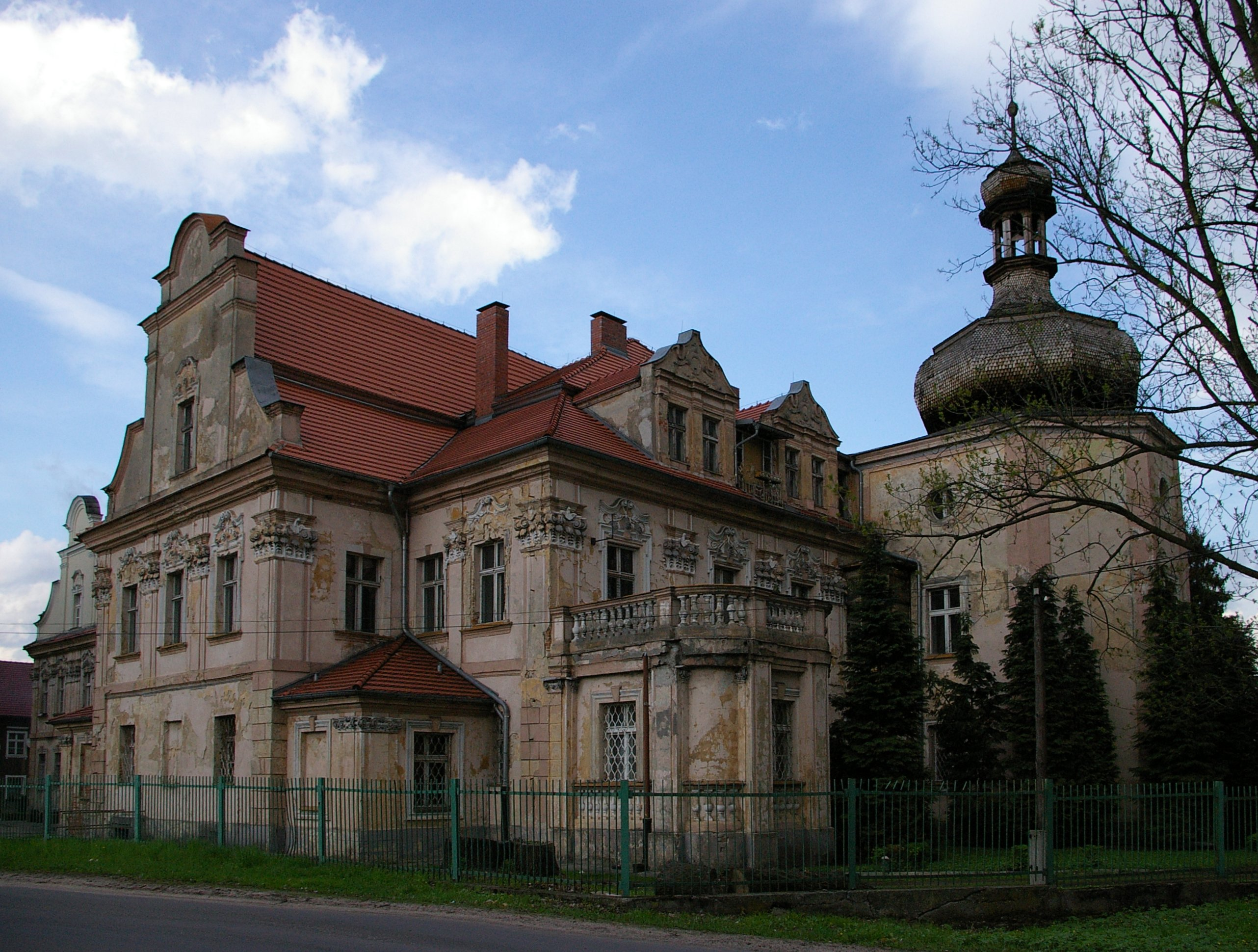
Schloss Turawa